# Biosca
Biosca – gmina w Hiszpanii, w prowincji Lleida, w Katalonii, o powierzchni 66,12 km². W 2011 roku gmina liczyła 213 mieszkańców.